# Římskokatolická farnost Kdyně
Římskokatolická farnost Kdyně je územním společenstvím římských katolíků v západočeském městě Kdyně s farním kostelem sv. Mikuláše. Je jednou z osmi farností domažlického vikariátu plzeňské diecéze. Duchovními správci jsou P. Mgr. Karel Adamec (administrátor) a Mons. Miroslav Kratochvíl (výpomocný duchovní).
Dne 3. února 2005 se farnost Kdyně stala právním i faktickým nástupcem zrušených farností Loučim a Pocinovice.

## Římskokatolické sakrální stavby na území farnosti
| | Fotografie | Stavba                             | Místo                 | Bohoslužby                      | Zeměpisné souřadnice            | Status          | Číslo kulturní památky           |
| Kostely                                                                                             | Kostely    | Kostely                            | Kostely               | Kostely                         | Kostely                         | Kostely         | Kostely                          |
| --------------------------------------------------------------------------------------------------- | ---------- | ---------------------------------- | --------------------- | ------------------------------- | ------------------------------- | --------------- | -------------------------------- |
| 1.                                                                                                  |            | Kostel svatého Mikuláše            | Kdyně                 | bližší informace o bohoslužbách | 49°23′40″ s. š., 13°2′45″ v. d. | farní kostel    | 26888/4-2110 (Pk•MIS•Sez•Obr•WD) |
| 2.                                                                                                  |            | Kostel svatého Jiří                | Kout na Šumavě        | bližší informace o bohoslužbách | 49°24′8″ s. š., 13°0′6″ v. d.   | filiální kostel | 11063/4-5043 (Pk•MIS•Sez•Obr•WD) |
| 3.                                                                                                  |            | Kostel Narození Panny Marie        | Loučim                | bližší informace o bohoslužbách | 49°21′59″ s. š., 13°6′37″ v. d. | filiální kostel | 27637/4-2133 (Pk•MIS•Sez•Obr•WD) |
| 4.                                                                                                  |            | Kostel svaté Anny                  | Pocinovice            | bližší informace o bohoslužbách | 49°20′37″ s. š., 13°8′3″ v. d.  | filiální kostel | 26096/4-2183 (Pk•MIS•Sez•Obr•WD) |
| Kaple                                                                                               |            |                                    |                       |                                 |                                 |                 |                                  |
| 5.                                                                                                  |            | Kaple svatého Josefa               | Branišov              | bližší informace o bohoslužbách | 49°23′9″ s. š., 13°4′46″ v. d.  | kaple           | —                                |
| 6.                                                                                                  |            | Kaple svatého Martina              | Brnířov               | bližší informace o bohoslužbách | 49°22′58″ s. š., 13°2′56″ v. d. | kaple           | —                                |
| 7.                                                                                                  |            | Kaple svatého Antonína Paduánského | Hluboká               | bližší informace o bohoslužbách | 49°22′17″ s. š., 13°4′2″ v. d.  | kaple           | —                                |
| 8.                                                                                                  |            | Kaple svatého Václava              | Chodská Lhota         | bližší informace o bohoslužbách | 49°21′29″ s. š., 13°4′53″ v. d. | kaple           | 51785/4-5302 (Pk•MIS•Sez•Obr•WD) |
| 9.                                                                                                  |            | Kaple Panny Marie Bolestné         | Kdyně                 | bližší informace o bohoslužbách | 49°23′40″ s. š., 13°2′41″ v. d. | kaple           | 23906/4-2117 (Pk•MIS•Sez•Obr•WD) |
| 10.                                                                                                 |            | Kaple svatého Jana Nepomuckého     | Kdyně                 | bližší informace o bohoslužbách | 49°23′32″ s. š., 13°2′31″ v. d. | kaple           | 41949/4-4543 (Pk•MIS•Sez•Obr•WD) |
| 11.                                                                                                 |            | Bohoslužebné místo fara Kdyně      | Kdyně                 | bližší informace o bohoslužbách | 49°23′37″ s. š., 13°2′51″ v. d. | fara            | —                                |
| 12.                                                                                                 |            | Kaple Nejsvětější Trojice          | Kout na Šumavě        | bližší informace o bohoslužbách | 49°24′6″ s. š., 13°0′11″ v. d.  | kaple           | 40987/4-2127 (Pk•MIS•Sez•Obr•WD) |
| 13.                                                                                                 |            | Kaple U Třech Křížů                | Kout na Šumavě        | bližší informace o bohoslužbách | 49°23′39″ s. š., 13°0′3″ v. d.  | kaple           | —                                |
| 14.                                                                                                 |            | Kaple svatého Jana Nepomuckého     | Nová Ves              | bližší informace o bohoslužbách | 49°21′59″ s. š., 13°2′19″ v. d. | kaple           | —                                |
| 15.                                                                                                 |            | Kaple Panny Marie Sedmibolestné    | Pocinovice-Dobrá Voda | bližší informace o bohoslužbách | 49°21′20″ s. š., 13°8′15″ v. d. | kaple           | 12429/4-4822 (Pk•MIS•Sez•Obr•WD) |
| 16.                                                                                                 |            | Kaple Nejsvětější Trojice          | Podzámčí              | bližší informace o bohoslužbách | 49°24′29″ s. š., 13°2′15″ v. d. | kaple           | —                                |
| 17.                                                                                                 |            | Kaple svatého Jana Křtitele        | Prapořiště            | bližší informace o bohoslužbách | 49°23′7″ s. š., 13°1′30″ v. d.  | kaple           | —                                |
| 18.                                                                                                 |            | Kaple Nejsvětější Trojice          | Vítovky               | bližší informace o bohoslužbách | 49°21′30″ s. š., 13°3′57″ v. d. | kaple           | —                                |
| Některé drobné sakrální stavby a pamětihodnosti lze dohledat zde v databázi Drobné sakrální památky |            |                                    |                       |                                 |                                 |                 |                                  |